# Peter Brocco
Peter Brocco (* 16. Januar 1903 in Reading, Pennsylvania; † 20. Dezember 1992 in Los Angeles, Kalifornien) war ein US-amerikanischer Schauspieler.

## Leben
Peter Brocco studierte Theologie am College und entschied sich für eine Schauspielkarriere. Bereits 1927 stand er am Broadway in der Produktion Centuries auf der Bühne, auch in den folgenden Jahrzehnten kehrte er immer wieder zum Theater zurück. 1932 trat er im Drama Die Frau im U-Boot zum ersten Mal vor der Kamera auf. Wie dieser Auftritt, waren viele seiner späteren Filmauftritte nicht im Abspann erwähnt. Obgleich er im Kino nie über Nebenrollen herauskam, war der eher schmächtige Mann mit der Glatze ein vielbeschäftigter Charakterdarsteller und spielte in Klassikern wie Spartacus (1960) und Einer flog über das Kuckucksnest (1975). In den 1950er Jahren stand er während der McCarthy-Ära kurzzeitig auf einer Schwarzen Liste, was ein zeitweiliges Berufsverbot in der Filmindustrie zur Konsequenz hatte.
Das filmische Schaffen des Darstellers umfasst über 300 Film- und Fernsehproduktionen zwischen 1932 und 1991. Zuletzt stand er hochbetagt für die Komödie Das Geld anderer Leute mit Danny DeVito vor der Kamera. Peter Brocco verstarb im Dezember 1992, weniger als einen Monat vor seinem 90. Geburtstag, bei sich zu Hause an einem Herzinfarkt.

## Filmografie (Auswahl)

### Film
- 1932: Die Frau im U-Boot (Devil and the Deep)
- 1946: Flucht von der Teufelsinsel (The Return of Monte Cristo)
- 1948: Die Geliebte des Marschalls (The Gallant Blade)
- 1948: Der Junge mit den grünen Haaren (The Boy with Green Hair)
- 1948: Blutfehde (The Swordsman)
- 1949: Spielfieber (The Lady Gambles)
- 1949: Schweigegeld für Liebesbriefe (The Reckless Moment)
- 1949: Alarm in der Unterwelt (The Undercover Man)
- 1950: Blutrache in New York (Black Hand)
- 1950: Das Todeshaus am Fluß (House by the River)
- 1950: Frauengeheimnis (Three Secrets)
- 1950: Verliebt, verlobt, verheiratet (Peggy)
- 1951: Zu jung zum Küssen (Too Young to Kiss)
- 1951: Mord in Hollywood (Hollywood Story)
- 1951: Trommeln im tiefen Süden (Drums in the Deep South)
- 1952: Zwei räumen auf (Cripple Creek)
- 1952: Meuterei auf dem Piratenschiff (Mutiny)
- 1953: Banditen von Korsika (The Bandits of Corsica)
- 1953: El Khobar – Schrecken der Wüste (The Desert Song)
- 1954: Heißes Pflaster (Rogue Cop)
- 1956: Big Dans Vermächtnis (He Laughed Last)
- 1957: Der Einäugige (Black Patch)
- 1960: Spartacus
- 1961: Alles auf eine Karte (Underworld U.S.A.)
- 1962: Hemingways Abenteuer eines jungen Mannes (Hemingway's Adventures of a Young Man)
- 1963: Der Balkon (The Balcony)
- 1969: Ein Trottel kommt selten allein (Some Kind of a Nut)
- 1969: Zeit zum Sterben (A Time for Dying)
- 1971: Johnny zieht in den Krieg (Johnny got his gun)
- 1972: Auf leisen Sohlen kommt der Tod (Fuzz)
- 1974: Die Straße des Bösen (Homebodies)
- 1975: Einer flog über das Kuckucksnest (One Flew Over The Cuckoo’s Nest)
- 1976: ...die keine Gnade kennen (Raid on Entebbe)
- 1976: Die Entführung des Lindbergh-Babys (The Lindbergh Kidnapping Case)
- 1978: Das charmante Großmaul (The One and Only)
- 1979: Butch & Sundance – Die frühen Jahre (Butch and Sundance: The Early Days)
- 1982: Jekyll und Hyde – Die schärfste Verwandlung aller Zeiten (Jekyll and Hyde… Together Again)
- 1982: Tödliche Abrechnung (Fighting Back)
- 1983: Unheimliche Schattenlichter (Twilight Zone: The Movie)
- 1987: Laguna brennt (Laguna Heat)
- 1987: Schmeiß’ die Mama aus dem Zug! (Throw Momma from the Train)
- 1989: Der Rosenkrieg (The War of the Roses)
- 1991: Das Geld anderer Leute (Other People's Money)

### Serie
- 1952–1956: Adventures of Superman (drei Folgen)
- 1955: Eisenbahndetektiv Matt Clark (Stories of the Century, eine Folge)
- 1960–1962: Unwahrscheinliche Geschichten (The Twilight Zone, zwei Folgen)
- 1962: Kein Fall für FBI (The Detectives, eine Folge)
- 1964–1966: Auf der Flucht (The Fugitive, drei Folgen)
- 1965–1966: Bezaubernde Jeannie (I Dream of Jeannie, zwei Folgen)
- 1965–1969: Verliebt in eine Hexe (Bewitched, zwei Folgen)
- 1966–1967: Time Tunnel (The Time Tunnel, zwei Folgen)
- 1967: Raumschiff Enterprise (Star Trek, Folge Kampf um Organia)
- 1970–1971: Männerwirtschaft (The Odd Couple, zwei Folgen)
- 1971: Alias Smith und Jones (Alias Smith and Jones, zwei Folgen)
- 1974: Barnaby Jones (eine Folge)
- 1975–1979: Detektiv Rockford – Anruf genügt (The Rockford Files, drei Folgen)
- 1979–1984: Trapper John, M.D. (vier Folgen)
- 1980: Hart aber herzlich (Hart to Hart, Fernsehserie, Folge Der sechste Sinn)
- 1983: Das A-Team (The A-Team, eine Folge)
- 1984: T.V. – Total verrückt (The Ratings Game)